# ヤネト・ベルモイ
ヤネト・ベルモイ（Yanet Bermoy Acosta  1987年5月29日- ）は、キューバのシエンフエーゴス出身の柔道家である。身長154cm。

## 人物
長きに渡り女子軽量級の第一線で活躍しており、外国勢における谷亮子の最大のライバルと見なされていた。谷が産休により出場を回避した2005年世界柔道選手権大会では決勝でフランスのフレデリク・ジョシネを破り金メダルを獲得した。2007年世界柔道選手権大会では決勝で谷に敗れて銀メダル、2008年の北京オリンピックでも決勝でルーマニアのアリナ・ドゥミトルに敗れて銀メダルに終わった。その後階級を52kg級に上げると、2009年の世界選手権では決勝で中村美里に敗れて2位だった。
2010年と2011年の世界選手権ではメダルを獲得できなかった。2012年7月のロンドンオリンピックでは決勝まで勝ち上がるも、北朝鮮の安琴愛に有効で敗れて銀メダルに終わった。

## 主な戦績
48kg級での戦績
- 2005年 - フランス国際　2位
- 2005年 - オーストリア国際　3位
- 2005年 - 世界選手権　優勝
- 2005年 - 福岡国際　3位
- 2006年 - フランス国際　5位
- 2006年 - ドイツ国際　2位
- 2006年 - パンナム選手権　優勝
- 2006年 - ワールドカップ国別団体戦　2位
- 2006年 - 福岡国際　2位
- 2007年 - ベルギー国際　ジュニアの部　優勝　シニアの部　3位
- 2007年 - フランス国際　5位
- 2007年 - オーストリア国際　2位
- 2007年 - パンナム選手権　優勝
- 2007年 - パンアメリカン競技大会　優勝
- 2007年 - 世界選手権　2位
- 2007年 - 世界団体　2位
- 2007年 - 青島国際　優勝
- 2007年 - 嘉納杯　優勝
- 2008年 - フランス国際　3位
- 2008年 - ハンガリー国際　5位
- 2008年 - ポーランド国際　優勝
- 2008年 - パンナム選手権　優勝
- 2008年 - 北京オリンピック　2位

52kg級での戦績
- 2008年 - 嘉納杯　3位
- 2009年 - ベルギー国際　優勝
- 2009年 - ワールドカップ・ウィーン　3位(48kg級)
- 2009年 - グランプリ・ハンブルク　5位(48kg級)
- 2009年 - パンナム選手権　優勝
- 2009年 - ユニバーシアード　3位
- 2009年 - 世界選手権　2位
- 2010年 -  パンナム選手権　2位
- 2010年 - ワールドカップ・サンパウロ　3位
- 2010年 - ワールドカップ・マルガリータ島　優勝
- 2010年 - 世界選手権　3位
- 2010年 - グランドスラム・東京　5位
- 2011年 - ベルギー国際　2位
- 2011年 - パンナム選手権　優勝
- 2011年 - グランドスラム・リオデジャネイロ　5位
- 2011年 - パンアメリカン競技大会　優勝
- 2011年 - グランドスラム・東京　3位
- 2012年 - ベルギー国際　3位
- 2012年 - グランドスラム・パリ　3位
- 2012年 - ワールドカップ・ブダペスト　3位
- 2012年 - グランプリ・デュッセルドルフ　3位
- 2012年 - パンナム選手権　3位
- 2012年 - ワールドカップ・マイアミ　優勝
- 2012年 - ロンドンオリンピック　優勝
- 2012年 - グランドスラム・東京　3位
- 2013年 - ベルギー国際　3位
- 2013年 - パンナム選手権　優勝
- 2013年 -　グランプリ・マイアミ　優勝
- 2014年 - パンナム選手権　2位
- 2014年 - グランプリ・ハバナ　優勝
- 2014年 - 世界選手権　5位
- 2014年 - グランドスラム・東京　5位